# Evangelium Vitae

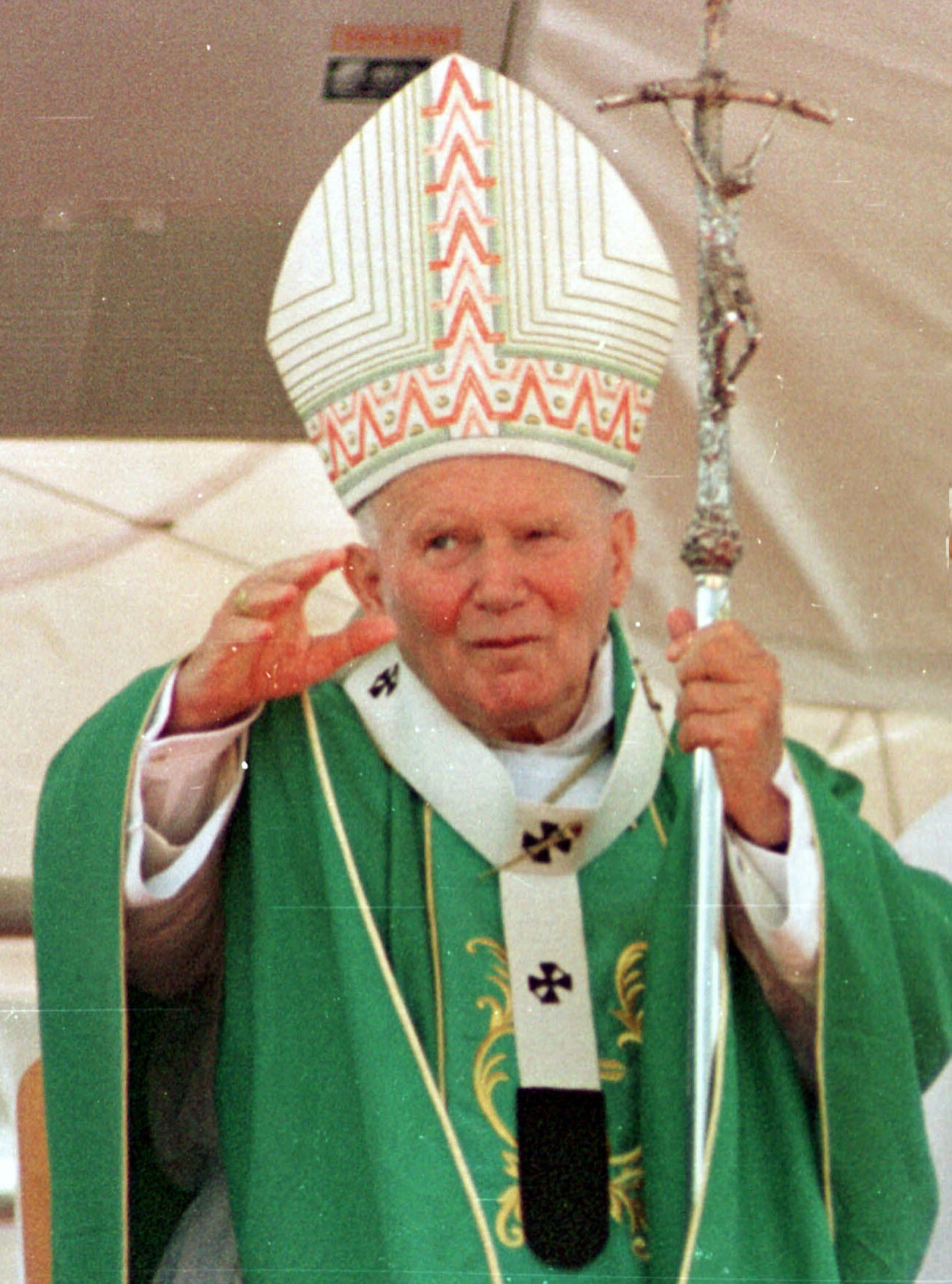
Paus Johannes Paulus II

Evangelium Vitae (Latijn voor Het Evangelie van het Leven) is de elfde encycliek van paus Johannes Paulus II en verscheen op 25 maart 1995.
Deze encycliek behandelt de waarde en de onaantastbaarheid van het menselijk leven.
Paus Johannes-Paulus II presenteert de schepping, de heilsgeschiedenis en het leven, sterven en verrijzen van Christus als Evangelie van het Leven. Hij spoort aan om te strijden voor de "cultuur van het leven", tegen de "cultuur van de dood".

## Inhoudsopgave
- Inleiding
- De onvergelijkelijke waarde van de menselijke persoon
- De nieuwe bedreigingen van het menselijke leven
- In gemeenschap met alle bisschoppen van de wereld
- Hoofdstuk I - Hoor, het bloed van uw broer roept uit de grond tot mij - De huidige bedreigingen van het menselijk leven.

In het eerste Hoofdstuk maakt de paus een analyse van de hedendaagse cultuur in het licht van de verhaal van Kaïn en Abel. De paus somt enkele fenomenen op die volgens de paus passen binnen de cultuur van dood waaronder oorlog, extreme armoede, abortus, euthanasie. In het bijzonder richt hij zicht tegen een notie van vrijheid die volgens de paus de enkeling op absolute wijze verheft en geen plaats laat voor hulp aan zwakkeren. De paus wijst de secularisering aan als diepere bron van de wijziging in moraal inzake abortus en euthanasie. Anderzijds wijst hij onder andere initiatieven van zorgverlening en een groeiende bewustzijn voor ecologie aan als tekenen van hoop
- Hoofdstuk II - Ik ben gekomen opdat zij leven zouden hebben - De christelijke boodschap betreffende het leven

In het tweede hoofdstuk stelt de paus dat het evangelie van het leven bestaat in de verkondiging van Jezus Christus. Het licht van de openbaring dat zijn hoogtepunt vindt in Jezus Christus reveleert volgens de paus de onaantastbare waardigheid van het menselijk leven.
- Hoofdstuk III - Gij zult niet doden - Gods heilige wet

In het derde hoofdstuk gaat de paus in op concrete morele vraagstukken inzake moord, doodslag, abortus en euthanasie. De paus herbevestigt de afwijzing van abortus en euthanasie in ondubbelzinnige bewoordingen.
- Hoofdstuk IV - Dat het ge mij gedaan - Voor een nieuwe cultuur van het menselijk leven.

In het vierde hoofdstuk roept de paus op om het evangelie van het leven te verkondigen en mee te werken aan de omvorming van de cultuur van de dood in een cultuur van het leven.